# Cronologia della Mesopotamia
Di seguito sono riportati i principali avvenimenti della Mesopotamia in ordine cronologico.

## Preistoria (circa 1,5 milioni di anni fa - circa 10000 a.C.)
- intorno a 1,5 milioni di anni fa - Migrazione di Homo ergaster in Israele (El-'Ubeidiya) dalla vicina Africa
- intorno a 600mila anni fa - Presunta comparsa di Homo heidelbergensis (Homo sapiens arcaico antico) nel Vicino Oriente, forse proveniente dall'Africa (fino a 200mila di anni fa)
- intorno a 200mila anni fa - comparsa presunta di Homo neanderthalensis nel Vicino Oriente (fino a 30000 a.C.)
- intorno all'anno 80000 a.C. - Primi insediamenti certi di Homo neanderthalensis in Medio Oriente: Shanidar (Mesopotamia), nord-ovest Iran e Monte Carmelo (Palestina)
- intorno all'anno 45000 a.C. Primi Homo sapiens in Medio Oriente -Presunta comparsa del gruppo linguistico semitico
- intorno all'anno 40000 a.C. - Primi Homo sapiens in Europa e Medio Oriente -gruppo paleoeuropeo mediterraneo (antenati degli Iberi, Pelasgi, Etruschi, Berberi, Minoici di Creta, Ciprioti, Egiziani, Ittiti, Sumeri e Dravidi), diffusi, da ovest a est, dalla Spagna alle rive del Gange, e alcuni già presenti del gruppo sinodenecaucasico (antenati dei Baschi)
- intorno all'anno 30000 a.C. - Estinzione dei neanderthal
- intorno all'anno 20000 a.C. - inizio del mesolitico in Medio Oriente
  - Le comunità sono relativamente piccole (dai 40 ai 50 individui) e vivono in caverne. La loro vita nomade diventa limitata al seguito degli spostamenti delle greggi caprine e ovine, all'interno delle quali l'uomo ha imparato a selezionare gli animali da abbattere. La selezione riguarda anche la raccolta intensificata delle leguminose e delle graminacee. A vantaggio di ciò, i primi attrezzi di pietra permettono di frantumare la dura gluma che ricopre i chicchi dei cereali ma l'industria litica si specializza anche sotto altri aspetti: gli attrezzi divengono più piccoli, geometrici e precisi. Ciò permette la caccia verso specie animali di minori dimensioni (gazzelle, ovini e caprini). Le culture di maggior rilevanza si trovano in Palestina (Kebariano) e in Iraq (Zarzi).

## Culture protostoriche (10000 a.C. - 3000 a.C.)
- intorno all'anno 10000 a.C.
  - Inizio dell'Olocene: Arretramento dei ghiacciai e primi segni di sedentarizzazione umana in Mesopotamia
  - Primi villaggi in Khuzistan e Assiria
  - Primo addomesticamento della capra in Medio oriente)
- intorno all'anno 9000 a.C.
  - Inizio del neolitico in Medio Oriente
  - Cultura neolitica di Karim Shahir (fino a 7000 a.C.)
- intorno all'anno 8000 a.C.
  - Prime costruzione di pozzi, a Tell Mubereit
- intorno all'anno 7000 a.C.
  - Cultura protoceramica di Qalat Jarmo in Mesopotamia (fino a 6000 a.C.)
- intorno all'anno 5600 a.C.
  - Periodo antico (I) di Tell Halaf, in Alta Mesopotamia, fino al 5300 a.C.
- intorno all'anno 5500 a.C.
  - Cultura calcolitica di Samarra in Media Mesopotamia, fino al 5300 a.C. (prime irrigazioni)
- c. 5300 a.C.
  - Periodo antico (I) di Obaid, o di Eridu e della civiltà Sumera in bassa Mesopotamia, fino al 4800 a.C. (irrigazione, ceramiche purpuree di Ali Kosh)
  - Primi insediamenti urbani nella città di Eridu, in Bassa mesopotamia
  - Periodo medio (II) di Tell Halaf, in Alta e Media Mesopotamia, fino al 4800 a.C. (irrigazione, ceramiche dipinte, metallurgia del rame)
- c. 4800 a.C.
  - Periodo medio (II) di Obaid, o di Hadji Muhammad, in bassa Mesopotamia (fino al 4500 a.C.) (ceramiche, metallurgia, forse commercio con India e Bahrein?)
  - Periodo tardo(III) di Tell Halaf in alta e media Mesopotamia (fino al 4500 a.C.) (ceramiche, metallurgia)
- c. 4500 a.C.
  - Periodo classico (III) di Obaid in tutta la Mesopotamia (fino al 3900 a.C.) (Tempio di Tepe Gaura, arredi sacri, veicoli fluviali, esportazione cultura al nord)
  - Primi insediamenti urbani nella città di Kish, in Bassa Mesopotamia
- c. 4000 a.C.
  - Periodo tardo (IV) di Obaid in Mesopotamia (fino al 3500 a.C.) (Tempio di Eanna, cinte perimetrali murate)
  - Primi insediamenti urbani nelle città di Uruk e Ur (Bassa mesopotamia)
- c. 3800 a.C. - Periodo antico di Uruk o Protoliterate A (fino al 3400 a.C.) (Architetture canonizzate, piccole mattonelle, probabili scritture pittografiche e/o ideografiche?)
- c. 3400 a.C.
  - Periodo tardo di Uruk o Protoliterate B (fino al 3000 a.C.) (Comparsa della scrittura cuneiforme, sigilli cilindrici ,monumenti, glittica, navate, edifici sacri, avvio urbanizzazione, forma di Stato, irrigazioni, ampia gamma di colture, specializzazione nel lavoro, organizzazione distributiva dei vertici comunitari, venerazione del capo)
- c. 3100 a.C.
  - Primi documenti scritti cuneiformi trovati nelle città di Uruk e Susa
  - Inizio del periodo di Gemdet Nasr o predinastico in Mesopotamia (fino al 2900 a.C.)

## Periodo classico sumerico

### Periodo protodinastico I (3000 a.C. - 2800 a.C.)
- c. 3000 a.C.
  - Insediamenti stabili Sumeri a Eridu, Ur, Uruk, Lagash, Nippur, Shuruppak, Marad, Kish, Sippar, Adab
  - Inizio del Periodo proto-dinastico I in Mesopotamia (fino al 2800 a.C.)
  - Etana Mitico Lugal di Kish
- c. 2900 a.C.
  - Grande inondazione a Shuruppak (evento mitico del Diluvio universale)

### Periodo protodinastico II (2800 a.C. - 2440 a.C.)

#### Egemonia di Uruk: I Dinastia
- c. 2800 a.C.
  - Inizio del Periodo proto-dinastico II in Mesopotamia (fino al 2440 a.C.)
  - Meskiaggasher Mitico fondatore della prima dinastia di Uruk
  - Prima attestazione della Lingua accadica in alcuni testi sumeri
- c. 2750 a.C.
  - Enmerkar Mitico 2º Re sumero di Uruk
- c. 2720 a.C.
  - Lugalbanda Mitico 3º Re sumero di Uruk
- c. 2700 a.C.
  - Dumuzi (?) Leggendario 4º Re sumero di Uruk (non è provata l'esistenza)
  - Enmebaragesi Re sumero di Kish, fondatore della I Dinastia - sottomissione di tutti i Sumeri e Elamiti
  - Prime tracce del Regno di Elam in Iran sudoccidentale
- c. 2680 a.C.
  - Ghilgameš Mitico 5º Re sumero di Uruk
  - Egemonia di Uruk su Kish
- c. 2650 a.C.
  - Ur-Nungal Mitico 6º Re sumero di Uruk
- c. 2620 a.C.
  - Udul-Kalama Mitico 7º Re sumero di Uruk
- c. 2605 a.C.
  - La-Ba' shum Mitico 8º Re sumero di Uruk
- c. 2600 a.C.
  - Presunto insediamento della II dinastia di Kish
  - Primi insediamenti di Accadi (di origine semitica) in Alta Mesopotamia, provenienti dai monti Zagros o dal deserto arabico
  - Rapporti commerciali fra Sumeri e Cultura Dilmun (Bahrein), Cultura Meluhha (India) e Cultura Magan (Oman)
- c. 2596 a.C.
  - En-Nun-Tarah-Ana Mitico 9º Re sumero di Uruk
- c. 2588 a.C.
  - Mesh-He Mitico 10º e ultimo Re sumero della I Dinastia di Uruk

#### Egemonia di Ur: I Dinastia
- c. 2560 a.C.
  - Fine dell'egemonia du Uruk: Egemonia di Ur
  - Mesannepada Mitico 1º Re sumero di Ur - Fondatore della I Dinastia di Ur
- c. 2550 a.C.
  - Melem-Ana Mitico 11º Re sumero di Uruk
  - Ilshu Primo Re di Mari
- c. 2546 a.C.
  - Lugal-Kitun Mitico 12º Re sumero di Uruk
- c. 2525 a.C.
  - Puabi Mitica 2ª Regina/Sacerdotessa sumera di Ur
- c. 2510 a.C.
  - Fine della I Dinastia di Uruk

#### Egemonia di Adab
- c. 2500 a.C.
  - Lugal-Anne-Mundu Leggendario Re di Adab: Secondo le leggende sumere, unificò nel suo potere tutta la Mesopotamia, costituendo un impero che andava dal Golfo Persico sino ai Monti Zagros e che si dissolse con la sua morte.
  - Presunto insediamento della III dinastia di Kish: Kubaba Regina di Kish
  - Primi insediamenti urbani nella città di Assur, in Alta Mesopotamia
  - Primi insediamenti dei nomadi Amorrei (di origine semitica, antenati dei Re di Isin e dei Babilonesi) a ovest dell'Eufrate
  - Asia Centrale (fino al 1500 a.C.) - Movimenti di popolazioni indoeuropee, suddivise nel ramo occidentale Kentum (Celti, Latini, Germanici e Elladici) e orientale Satem (Gutei, Ittiti, Hurriti, Tocari -la cui lingua ha però carattere kentum-, Slavi, Baltici, Iranici e Arii).

### Periodo protodinastico III (2494 a.C. - 2334 a.C.)

#### I Dinastia di Lagash
- c. 2494 a.C.
  - Inizio del Periodo proto-dinastico III in Mesopotamia (fino al 2334 a.C.)
  - Ur-Nina Re sumero di Lagash, Fondatore della I Dinastia di Lagash (Resasi indipendente da Kish)
- c. 2465 a.C.
  - Akurgal 2º Re sumero di Lagash
- c. 2455 a.C.
  - Eannatum 3º Re sumero di Lagash
  - Egemonia di Lagash: conquista di potenti città-stato come Akshak, Kish, Larsa, Nippur, Ur e Uruk
  - Costruzione della Stele degli Avvoltoi, primo documento storico sumero
- c. 2425 a.C.
  - Enannatum I 4º Re sumero di Lagash
  - En-Shakansha-Ana Re di Uruk (II Dinastia di Uruk)
  - Urlumma Re di Umma
  - Imbi-ishtar Re di Kish (IV dinastia di Kish)
  - Iku-shamagan Re di Mari
  - Ikgrish-kahlam Re di Ebla
- c. 2405 a.C.
  - Entemena 5º Re sumero di Lagash: Stipula alleanza con Uruk
- c. 2375 a.C.
  - Enannatum II 6º Re sumero di Lagash
  - Lugal-Kinishe-Dudu Re di Uruk (II dinastia di Uruk)
  - Iblul-il Re di Mari
  - Irkab-damu Re di Ebla
- c. 2365 a.C.
  - Enetarzi 7º Re sumero di Lagash
  - Lugaltarzi Re di Uruk (II dinastia di Uruk)
  - Ukush Re di Umma
  - Puzursin Re di Kish
  - Ae-ennum Re di Ebla
- c. 2359 a.C. - Lugalanda 8º Re sumero di Lagash
- c. 2355 a.C.
  - Lugalzagesi Re di Umma e Uruk (III dinastia di Uruk)
  - Ur-zubaba Re di Kish (IV dinastia di Kish)
  - Enna-dagan di Ebla conquista Mari e diviene Re di Mari
- c. 2352 a.C. - Urukagina 9º e ultimo Re sumero di Lagash

#### Decadenza dell'egemonia Sumera
- c. 2450 a.C.
  - Lugalzagesi Re sumero di Uruk, Umma e Lagash, ultimo re sumero prima dell'avvento dell'impero di Akkad
  - Simudar Re di Kish, poi Usivitar, vassallo di Akkad (IV dinastia di Kish)

## Impero accadico (2334 a.C. - 2172 a.C.)

### Regno di Sargon il grande
- c. 2334 a.C.
  - Sargon di Akkad sale al trono
  - Inizio della dominazione degli Accadi (popolazione semitica) in Mesopotamia
  - Nascita dell'Impero accadico nell'Asia occidentale: Il vasto impero di Sargon si estendeva dall'Elam fino al mar Mediterraneo, includendo la Mesopotamia e parti dell'Anatolia. Governò dalla sua nuova capitale, Akkad, situata sulla riva sinistra dell'Eufrate, tra Sippar e Kish. La lingua accadica divenne la lingua franca, lingua ufficiale delle iscrizioni in tutta la Mesopotamia e lingua di grande influenza molto oltre.
- c. 2320 a.C. - Distruzione di Mari a opera di Sargon, Re degli Accadi - Sargon conquistò il Mari, Yarmut ed Ebla fino alla foresta del Libano (Amanus), a Cipro e le montagne d'argento (Tauro) in Anatolia.
- c. 2310 a.C.
  - Sollevazione sfortunata dei paesi settentrionali (Subartu) contro Sargon
  - Ishtarmuti Re di Kish, poi Ishmesamash, vassalli di Akkad (IV dinastia di Kish)

### Regno di Manishtushu
- c. 2306 a.C.
  - Rimuš, figlio di Sargon, Re di Akkad
  - Manishtushu fratello gemello di Rimuš, Re di Akkad dopo una congiura: abbandonò il titolo di "Re di Accad" e prese il nome di lugal-kiš, da interpretare come "re della totalità".
- c. 2305 a.C.
  - Nanna, ultimo re di Kish vassallo di Akkad (IV dinastia di Kish)
  - Ibi-sipish, re di Ebla e di Mari, vassallo di Akkad
- c. 2300 a.C.
  - Inizio della Cultura Magan nell'attuale Oman

### Regno di Naram-Sin
- c. 2255 a.C.
  - Naram-Sin, figlio di Manishtushu, Re di Akkad: Sotto la sua guida l'Impero accadico raggiunse il suo apice. Fu il primo re della Mesopotamia a proclamarsi divino. Commerciò con la Civiltà della valle dell'Indo e controllò una vasta porzione di territorio lungo il Golfo Persico. Espanse il suo impero sconfiggendo il re di Magan al limite meridionale del golfo e conquistando le tribù delle colline nelle montagne del Tauro. Costruì centri amministrativi a Ninive e Nagar. Primo riferimento a popolazioni aramee in Siria.
- c. 2226 a.C. - Ibi-sipish Re di Ebla e il suo successore Dubukhu-ada si ribellano a Naram-Sin Re di Akkad, guerra conclusasi con la completa vittoria di Akkad.

### Decadenza dell'Impero accadico: invasioni Gutee e Amorree
- c. 2219 a.C. - Shar-Kali-Sharri Re di Akkad: Durante il suo regno c'è stato un periodo di Caos (invasioni di Gutei da est e Amorrei da nord, perdita di Elam, ribellioni città sumere).
- c. 2205 a.C. - Puzur-ishushinak Re di Elam ottiene da Shar-Kali-Sharri Re di Akkad l'indipendenza e il titolo di Re delle quattro regioni.
- c. 2200 a.C.
  - IV dinastia di Uruk (Urnigin, Urgigir, Kuda, Puzurili, Urutu)
- c. 2194 a.C.
  - Dudu Re di Akkad: Dovette affrontare un periodo di caos dovuto alla morte del suo predecessore.
- c. 2173 a.C. - Shu-turul Ultimo Re di Akkad: Akkad venne conquistata dai Gutei e la capitale dell'impero si spostò a Uruk

## Dominazione dei Gutei (2172 a.C. - 2119 a.C.)
- c. 2172 a.C. - Inizio della dominazione Gutea - Regnarono con 13 Re: (Iarlagab (circa 2172 – circa 2157), Ibate (circa 2157 – circa 2154), Iarlangab (circa 2154 – circa 2151), Kurum (circa 2151 – circa 2150), Chabilkin (circa 2150 – circa 2147), La-erabum (circa 2147 – circa 2145), Irarum (circa 2145 – circa 2143), Ibranum (circa 2143 – circa 2142), Chablum (circa 2142 – circa 2140), Puzurschin (circa 2140 – circa 2133), Iarlaganda (circa 2133 – circa 2127), Schi-um (circa 2127 – circa 2120), Tirigan (circa 2120 – circa 2119)) - I nuovi governanti erano di cultura nomade e non in grado di gestire la complessa organizzazione statale. In particolare lasciarono deteriorarsi i canali di irrigazione indispensabili per il mantenimento della produzione agricola e la regione decadde economicamente. Probabilmente di stirpe indoeuropea, secondo alcuni studiosi i Curdi ne potrebbero essere i discendenti.
- c. 2150 a.C. - Lagash indipendente (Insediamento II Dinastia di Lagash) - Puzer-Mama Re di Lagash
- c. 2144 a.C. - Gudea Re di Lagash
- c. 2125 a.C. - Apilkin Re di Mari (II Dinastia di Mari)
- c. 2124 a.C. - Ur-Ningirsu Re di Lagash, successivamente Ur-Bau (III Dinastia di Lagash)

## Periodo Neosumerico (2119 a.C. - 2004 a.C.)

### V Dinastia di Uruk
- c. 2119 a.C.
  - Utukhegal Re Sumero di Uruk dal 2122 a.C. (V dinastia di Uruk) libera il Paese di Sumer dai Gutei, sconfiggendo l'ultimo Re Guteo Tirigan nella città di Dobrun. Durante il suo regno fu redatta per la prima volta una lista reale sumerica

### III Dinastia di Ur

#### Regno di Ur-Nammu
- c. 2113 a.C. - Ur-Nammu Re Sumero di Ur e Uruk(III dinastia di Ur) - Redazione del Codice di Ur-Nammu (precursore del più famoso Codice di Hammurabi). Regnò su tutto il Sumer, gran parte dell'Assiria e di Elam)
- c. 2100 a.C.
  - Secondo il racconto biblico, Abramo ricevette l'ordine da Dio di lasciare la città di Ur in Mesopotamia e di dirigersi nel paese che Lui gli avrebbe indicato
  - Rapporti commerciali fra Sumeri e Cultura Magan (Oman)

#### Regno di Shulgi
- c. 2095 a.C. - Shulgi, figlio di Ur-Nammu, Re Sumero di Ur e Uruk (III dinastia di Ur) - Riuscì a sottomettere le terre del nord con le loro popolazioni di Hurriti, Subarei e Assiri. Occupò Susa installandovi un governo sumerico. Condusse anche una spedizione in Palestina.
- c. 2080 a.C. - Nahmani Ultimo Re di Lagash (III Dinastia): Sottomissione di Lagash al Regno di Ur

#### Decadenza di Ur: Invasioni degli Amorrei
- c. 2047 a.C. - Amar-Sin Re Sumero di Ur, Uruk e Lagash (III dinastia di Ur) - cercò di riportare agli antichi splendori la terra di Sumer.
- c. 2038 a.C. - Shu-Sin Re Sumero di Ur, Uruk e Lagash (III dinastia di Ur) - Salì al trono dopo il fratello Amar-Sin e dovette immediatamente combattere delle rivolte degli Amorrei. In questo periodo sono attestate rotte commerciali fino all'India.
- c. 2028 a.C. - Ibbi-Sin Ultimo Re Sumero della (III dinastia di Ur) - Come suo padre, dovette fronteggiare i tentativi di invasione degli Amorrei, e proprio la difficoltà che il re doveva sostenere per fermare tali invasioni, portarono alla rivolta della città di Elam, che si dichiarò indipendente. Continuò le fortificazioni avviate da suo padre, ma questo non salvò il suo impero dalla disgregazione. La sua incapacità di guidare la difesa dell'impero fece sì che, lentamente, tutte le città dell'impero si dichiarassero indipendenti, lasciando a Ibbi-Sin il controllo della sola città di Ur. Nel 2004 gli elamiti saccheggiarono Ur, ne assunsero il controllo e imprigionarono il re, che morì prigioniero. Con questo Re finiscono le dinastie Sumere e l'egemonia Sumera in Mesopotamia.
- c. 2025 a.C. - Naplanum Primo Re Amorrita di Larsa

## Dominazione degli Amorrei: Egemonia di Isin e Larsa - Antico Regno dell'Assiria (2004 a.C. - 1763 a.C.)
- c. 2004 a.C.
  - Ishbi-Erra 1º Re Amorrita della I dinastia di Isin - Si trasferì da Isin a Ur si proclamò governatore della città. Questo permise ad Isin di assumere il controllo delle importanti città commerciali e culturali di Ur, Uruk e del centro spirituale di Nippur.
  - Emisum 2º Re Amorrita di Larsa
- c. 2000 a.C.
  - Inizio dell'Antico Regno dell'Assiria, fino al 1365 a.C. - Kikkia 1º Re dell'Assiria
  - Isidagan primo governatore di Mari
  - Insediamento degli Ittiti in Anatolia
- c. 1985 a.C.
  - Shu-Ilishu 2º Re Amorrita della I dinastia di Isin
  - Akiya 2º Re dell'Assiria (Antico Regno)
- c. 1977 a.C. - Samium 3º Re Amorrita di Larsa
- c. 1975 a.C. - Iddin-Dagān 3º Re Amorrita della I dinastia di Isin (Isin assume il controllo di Ur, Uruk e Nippur)
- c. 1970 a.C. - Puzur-Ashur I 3º Re dell'Assiria (Antico Regno)
- c. 1960 a.C. - Shallim-ahhe 4º Re dell'Assiria (Antico Regno)
- c. 1954 a.C. - Ishme-Dagan 4º Re Amorrita della I dinastia di Isin
- c. 1945 a.C. - Ilushuma 5º Re dell'Assiria (Antico Regno) (attaccò il Regno di Larsa)
- c. 1941 a.C. - Zabaia 4º Re amorrita di Larsa
- c. 1935 a.C. - Lipit-Ishtar 5º Re Amorrita della I dinastia di Isin (Ricostruzione di Ur, Codice di Lipit-Ishtar)
- c. 1932 a.C.
  - Gungunum 5º Re amorrita di Larsa -strappa a Isin le città di Ur e Nippur in Mesopotamia-
- c. 1924 a.C.
  - Ur-Ninurta 6º Re amorrita della I dinastia di Isin
- c. 1920 a.C.
  - Colonia mercantile assira a Kanesh (Cappadocia) fino al 1740 a.C.
- c. 1906 a.C.
  - Erishum I 6º Re dell'Assiria (Antico Regno) (Eresse il Tempio del dio Enlil)
- c. 1905 a.C. - Abisare 6º Re amorrita di Larsa
- c. 1900 a.C.
  - Rinascita di Mari per opera degli Amorrei
- c. 1896 a.C. - Bur-Sin 7º Re amorrita della I dinastia di Isin
- c. 1895 a.C. - Primo Re conosciuto di Babilonia, Sumu-Abum
- c. 1894 a.C. - Sumuel 8º Re amorrita di Larsa - Apogeo di Larsa, conquista di Kish
- c. 1880 a.C. - Sumulad 2º Re di Babilonia
- c. 1874 a.C. - Lipit-Enlil 8º Re amorrita della I dinastia di Isin
- c. 1869 a.C. - Irra-Imitti 9º Re amorrita della I dinastia di Isin
- c. 1867 a.C. - Ikunum 7º Re dell'Assiria (Antico Regno) (Eresse il Tempio del dio Ninkigal, mantenne colonie commerciali in Asia minore)
- c. 1865 a.C. - Nur-Adad 9º Re amorrita di Larsa
- c. 1861 a.C. - Enlil-Bani 10º Re amorrita della I dinastia di Isin
- c. 1860 a.C. - Sargon I 8º Re dell'Assiria (Antico Regno)
- c. 1854 a.C. - Grave inondazione del Tigri e dell'Eufrate provoca grossi problemi a Larsa.
- c. 1850 a.C.
  - Puzur-Ashur II 9º Re dell'Assiria (Antico Regno) (ultimo Re assiro, gli succederanno sovrani amorriti)
  - Regno indipendente in Elam detto di Anshan e Susa, ad opera di Eparti III.
- c. 1849 a.C. - Sin-Iddinam 10º Re amorrita di Larsa
- c. 1845 a.C.
  - Sabium 3º Re di Babilonia
  - Shilhaha 2º Re di Elam (Dinastia di Anshan e Susa) - Unificazione del Paese, Teocrazia: il Re assume il titolo di Sukkalmah (vicario della divinità)-
- c. 1842 a.C. - Sin-Eribam 11º Re amorrita di Larsa
- c. 1840 a.C. - Sin-Iqisham 12º Re amorrita di Larsa
- c. 1837 a.C. - Zambija 11º Re amorrita della I dinastia di Isin
- c. 1835 a.C. - Silli-Adad 13º Re amorrita di Larsa
- c. 1834 a.C.
  - Iter-Pisha 12º Re amorrita della I dinastia di Isin
  - Warad-Sin 14º Re amorrita di Larsa
- c. 1830 a.C.
  - Naram-Suen 10º Re amorreo dell'Assiria (Antico Regno) - Sotto il suo scettro unifica le dinastie di Assiria e Eshnunna
  - Apil-Sin 3º Re di Babilonia
  - Urdukuga 13º Re amorrita della I dinastia di Isin
  - Regno indipendente a Mari ad opera di Jaggid-lim.
  - Kudur-mabuk 3º Re di Elam (Dinastia di Anshan e Susa)
- c. 1828 a.C. - Sinmagir 14º Re amorrita della I dinastia di Isin
- c. 1822 a.C. - Rim-Sin I 15º Re amorrita di Larsa - Predominio di Larsa sulla Bassa Mesopotamia (eccetto Babilonia)-
- c. 1817 a.C. - Damiq-Ilishu 15° e Ultimo Re amorrita della I dinastia di Isin - dopo la sua morte (1794 a.C.) la città di Isin sarà dominata da Larsa)
- c. 1815 a.C. - Erishum II 11º Re amorreo dell'Assiria (Antico Regno)
- c. 1813 a.C.
  - Sim-Muballit 4º Re di Babilonia
  - Shamshi-Adad I 11º Re amorreo dell'Assiria (Antico Regno) (Egli pose suo figlio Ishme-Dagan sul trono della vicina Ekallatum e consentì alle colonie della Cappadocia di restare attive. Shamshi-Adad I conquistò inoltre la potente città di Mari sull'Eufrate a capo della quale mise un altro dei suoi figli, Yasmah-Adad. Con questo sovrano gli Assiri conobbero la prima e vera espansione territoriale, il regno di Shamshi-Adad, infatti, comprendeva allora tutta la Mesopotamia del nord.)
  - Jahdun-lim 2º Re di Mari
- c. 1800 a.C.
  - Prime presenze dei Cassiti sui Monti Zagros (Iran Occidentale)
- c. 1794 a.C.
  - Fine della I Dinastia di Isin, conquistata da Larsa.
- c. 1792 a.C. - Hammurabi 6º Re di Babilonia fino al 1749 a.C.
- c. 1780 a.C.
  - Ishme-Dagan I 12º Re amorreo dell'Assiria (Antico Regno) - Dal 1760 a.C., il Regno perde la sua indipendenza, occupato dall'Impero babilonese
  - Zimri-lim 3º Re di Mari: morto Shamshi-Adad I, Re Assiro, elimina il figlio Jasma-adad e ripristina la dinastia indipendente
- c. 1770 a.C. - Hammurabi Re di Babilonia conquista Aleppo
- c. 1763 a.C.
  - Fine della dinastia di Larsa e inizio della dominazione di Babilonia in Mesopotamia
  - Fine della civiltà dei Sumeri